# リタ・レパルサ
リタ・レパルサ（Rita Repulsa）は、アメリカ合衆国の特撮テレビドラマ「パワーレンジャーシリーズ」の複数の作品に登場する架空の人物。2006年にジェティックスが行った調査によればパワーレンジャーシリーズで最も人気の高い悪役キャラクターとされる。
「スーパー戦隊シリーズ」の『恐竜戦隊ジュウレンジャー』に登場した魔女バンドーラがベースとなっている。
『パワーレンジャー・ミスティックフォース』に登場した際の名称はミスティック・マザー（Mystic Mother）で、こちらは『魔法戦隊マジレンジャー』に登場した大天空聖者マジエルがベースになっている。
日本語では「リタ・デパルサ」、「リタ・リパルサ」とも表記される。
初登場は『マイティ・モーフィン・パワーレンジャー』第1話「パワーレンジャー誕生」（Day of the Dumpster）。

## 登場作品
- マイティ・モーフィン・パワーレンジャー
  - パワーレンジャー・映画版
  - パワーレンジャー・ジオ
  - パワーレンジャー・ターボ・映画版・誕生!ターボパワー
  - パワーレンジャー・ターボ
  - パワーレンジャー・イン・スペース
  - パワーレンジャー・ミスティックフォース
  - マイティ・モーフィン パワーレンジャー: ワンス & オールウェイズ
  - パワーレンジャー・コズミックフューリー
- 流用映像での登場作品
  - パワーレンジャー・ダイノサンダー[ep 1]。
  - パワーレンジャー・ビーストモーファーズ[ep 2]
  - パワーレンジャー・ダイノフューリー[ep 3]

## 人物
闇の軍団の支配者である銀河の魔女。部下たちからは女王様と呼ばれている（テレビ朝日放送分のみ）。当初は魔術を使う際は水晶球を使っていた。頭痛持ちであり、作戦が失敗する度に頭を痛めていた。弟であるリトのことを見下している。

## 能力・装備
魔法の杖（ドーラセプター）
リタが持つ杖。モンスターを巨大化させることに使われる。ロード・ゼッドによりリタが追放された際に破壊されたが、リタが帰還した後は同じ形をした杖を使用している。ロード・ゼッドと結婚してからは、ゼッドと同様に杖から放つ光線で無機物や生物に魔法をかけてモンスターにする術を使うようになった。『パワーレンジャー・ジオ』では、フィニスターから新しい杖をプレゼントされた。

## 劇中での活躍

### マイティ・モーフィン・パワーレンジャー
ゾードンによって1万年前に月に封印されていたが宇宙飛行士が封印を開いてしまったため、復活。一番近くにあった星である地球を狙った。だが、ゾードンによって誕生した5人のパワーレンジャーの前に作戦は悉く失敗。対抗するために高い能力を持った転校生　トミー・オリバーを洗脳し、かつてゾードンの下から盗み出したドラゴンのパワーコインを与えて、悪のグリーンレンジャーとして、パワーレンジャーを襲わせたが、戦いの末にトミーの洗脳は解かれ、6人目のパワーレンジャーとなってしまった。度重なる失敗に業を煮やした軍団の真の支配者であるロード・ゼッドにより魔力を奪われた挙句、体を小さくされてゴミ箱型のカプセルに封印され、宇宙に追放されたがエンジェルグローブに落下し、ゴミ箱から出ることに成功するが待ち構えていたパワーレンジャーにより再び封印され、宇宙に送り返された。その後、ロード・ゼッドが100年の睡眠を取るのと時を同じくしてゴミ箱から脱出。フィニスターの装置により元の大きさに戻り、フィニスターの魔法のパックを使って若返った。そして睡眠を取っているゼッドに惚れ薬を投与し、彼と夫婦になる。当初はゼッドのことを利用する相手としか考えていなかったが、次第にゼッドを愛するようになり、共に様々な悪事を働くがパワーレンジャーによって全て阻止された。そして、父のマスター・ヴァイルの力を借り、パワーレンジャーを変身不能に追い込むがエイリアンレンジャーの登場により、地球の征服には失敗してしまう。

### パワーレンジャー・映画版
ゼッドにより封印を解かれたアイヴァン・ウーズのことを理想の男だと述べていた。だが、アイヴァンがコマンドセンターを破壊した後、パワーレンジャーが生きていることを知った彼女はアイヴァンを責めたため、彼の反感を買い、夫のゼッド共々、スノードーム型のカプセルに封印されてしまう。その後、最終決戦の際にはゼッドと共にアイヴァンと戦うパワーレンジャーを応援し、アイヴァンが倒された後、カプセルから開放された。

### パワーレンジャー・ジオ
コマンドセンターを破壊し、パワーレンジャーに勝利したと錯覚して油断していたところをマシン・エンパイアの襲撃により宮殿を破壊され、父親のマスター・ヴァイルに助けを求めてヴァイルの支配する銀河にセルペンテラに乗ってゼッドと共に逃れていった。その後はアダムの見ていた夢の中に登場。そして、行方不明になっているリトとゴルダーを探して地球の様子を探り、リトとゴルダーの夢に現れて彼らの記憶を復活させた後、ゼッドと共に帰還する。マシン・エンパイアに降ったルイ・カブーンを取り戻すため、様々な策を講じるが、全て失敗に終わる。ゼッド同様、マシン・エンパイアによる地球支配を防ぐため、パワーレンジャーを支援した。

### パワーレンジャー・ターボ・映画版・誕生!ターボパワー
パワーレンジャーとの戦いに挑むディバトックスから助言を求める電話を受けるがまともに取り合わず、横で寝ていたゼッドのいびきをディバトックスに聞かせた。
- 日本語版では登場シーンがカットされている。

### パワーレンジャー・ターボ
ブルーコマンダーが映した悪の猛者が宇宙征服のために手を組んだことを知らせる映像の中に登場。

### パワーレンジャー・イン・スペース
ゼッドと共にダーク・スペクターが開いたゾードンを捕らえたことを祝うパーティーに出席。ディバトックスに「パワーレンジャーにまだ苦戦しているのか?」と質問し、彼女から自分がレンジャーを倒したと聞かされ驚愕、苛立った彼女はデイバトックスをビームで攻撃しようとするがかわされ、外れたビームはアストロネマの腕をかすめた。そして、パーティーに潜入していたアンドロスが逃亡すると、自分に追跡させて欲しいとダークスペクターに進言するが却下された。最終決戦の際にゼッドと共に指揮官のアスロネマに反抗するが、「皇帝の命令に逆らうことになる」と言われて渋々従う。その後はゼッドと共にゴルダーたちを率いてバイカ星を制圧したが、ゾードンのエネルギーを浴びて浄化され人間になり、同じく人間になったゼッドとダンスに興じていた。

### パワーレンジャー・ミスティックフォース
本作品では人間になったリタ・レパルサが善の魔術師、ミスティック・マザーとして登場する。巨大な肉体を持つ善の魔術師の長で、魔法世界に現れたマスターと戦うが彼の攻撃によって倒されてしまう。倒される前にスノープリンスを脱出させ、このことをレンジャーたちに知らせた。しかし、彼女は倒された振りをしていたに過ぎず、魔法世界でマスターと戦うレンジャーたちを応援し、クレアに自らの魔力の一端を与えて彼女を一人前の魔法使いに成長させた。

### ワンス&オールウェイズ
『イン・スペース』にてリタが浄化された際、邪悪な要素がエネルギー化して残留しており、それが事故によってアルファ8に取りついたことでロボ・リタとなって復活した。
歴代のパワーレンジャーを襲撃して捕らえ、その力を用いて過去に戻り初代パワーレンジャーがゾードンに選ばれる前に殺害することを企んでいる。

### パワーレンジャー・コズミックフューリー
ロード・ゼッドが封印された悪夢の世界に登場。

## リブート映画版
元々はグリーンレンジャーだったが、全ての生命の源であると同時に世界を滅ぼす力を持つ「ジオ・クリスタル」を入手すべく裏切り、ゾードン率いる初代「パワーレンジャー」たちと戦いの末に封印されていた。ジェイソンの父親の乗る漁船によりミイラ化した状態で引き上げられた末にエンジェル・グローブの港で息を吹き返し、力を取り戻すために金を求めて殺戮を開始。見せしめにビリーを殺害するが、これがきっかけでジェイソンたちがパワーレンジャーに覚醒し、ビリーも復活する事態を起こした。その後、金鉱に埋まる金脈を使って巨大なモンスターゴールダーと多数のパティーを復活させ、ジオ・クリスタルの埋まっているエンジェル・グローブを襲撃し、ダイノゾードを駆るパワーレンジャーたちもゴールダーで追い詰めるが、ダイノゾードが合体して降臨した巨大ロボットメガゾードが出現したことで形勢を逆転され、巨大ゴールダーと融合して反撃したものの返り討ちにされた。投降を促すジェイソンに逆上してその提案を否定し、ジオ・クリスタルを狙っているのが自分だけではないという別の脅威の存在を示唆しながら躍りかかるが、メガゾードの攻撃で宇宙に弾き飛ばされた。

## 配役
『マイティ・モーフィン・パワーレンジャー』では当初、原作のバンドーラを演じた曽我町子の映像にバーバラ・グッドソンがアテレコしたものが使われていた。曽我町子はパワーレンジャー用に東映東京撮影所で追加撮影を行ったが、その映像はそれほど使われていないという。追加撮影部分の演技は英語で行われたが、曽我は英語が喋れなかったため、アメリカ側スタッフに口伝えで台詞を教えてもらい、撮影に望んだ。曽我はVの発音の下唇を噛む動きが不得意で、「アメリカ人がアテレコするのだから良いじゃない」とアメリカ側スタッフに言ったが、「アメリカではアテレコでもVの時は下唇を噛んでいないといけない」と答えられたという。曽我によれば映像流用の使用料などは払われておらず、交渉したが相手にされなかったと述べている。
第2シーズン終盤からは曽我町子に容姿の似た女優カーラ・ペレスに変更され、『パワーレンジャー・イン・スペース』まで演じている。声はバーバラ・グッドソンが引き続き担当しているが、これは俳優の変更による視聴者の違和感を和らげるためとされる。ペレスによれば『パワーレンジャー』とは別の作品のオーディションに参加した後、その作品の監督でパワーレンジャーの製作総指揮だったシュキ・レヴィからスクリーンテストに呼ばれ、その結果リタ役を得たとしている。
声を担当したバーバラ・グッドソンによれば、当時、サバン・エンターテイメントが制作する作品において魔女や老婆役を多く演じていたことから、その延長上でリタ役に決まったが、「演技に恐ろしさが無い」として解雇され、オーディションを受けて改めて役を得たと述べている。
日本語吹替はオリジナル俳優である曽我町子が担当。『イン・スペース』では梅田貴公美。
『パワーレンジャー・映画版』ではジュリア・コルテスが演じ、声はテレビ版同様にバーバラ・グッドソンが担当。日本語吹替は山本圭子。
『パワーレンジャー・ミスティックフォース』では曽我町子の演じた原作のマジエルの映像を流用し、スーザン・ブラディが声を担当した。日本語吹替は沢田敏子。
2017年のリブート映画版ではエリザベス・バンクスが演じる。日本語吹替は沢城みゆき。
『パワーレンジャー・ビーストモーファーズ』においてはスーザン・ブラディが声を担当。『パワーレンジャー・コズミックフューリー』においてもブラディが声を担当している
。
『マイティ・モーフィン・パワーレンジャー・ワンス&オールウェイズ』においてはバーバラ・グッドソンが再び声を担当し、横山和博がスーツアクターを担当。

## 玩具
1994年にバンダイアメリカから5.5インチのアクションフィギュアの発売が予定されていたが、中止となっている。1995年に発売予定だったプレイセットの付属品としてフィギュアが予定されていたが、こちらも発売中止となっている。2011年にバンダイアメリカより4インチのアクションフィギュアが『パワーレンジャー・サムライ』の玩具扱いで発売された。
ヨーロッパのチュッパチャプス社より発売されたトンボラ（チョコエッグ型の食玩）のオマケとしてフィギュアが作られているが、封入率が低く珍しい物となっている。

### 参照作品
1. ↑  ダイノサンダー第4話
2. ↑  ビーストモーファーズシーズン2第14話
3. ↑  ダイノフューリーシーズン1第8話
4. 1 2  MMPR第61話
5. ↑  ジオ第46話
6. 1 2  MMPR第1話
7. ↑  MMPR第14 - 20話
8. ↑  MMPR第77 - 78話
9. 1 2 3  MMPR第101 - 103話
10. ↑  MMPR映画版
11. ↑  ジオ第1 - 2話
12. ↑  ジオ第23話
13. ↑  ジオ第33話
14. ↑  ジオ第34話
15. ↑  ジオ第42話
16. ↑  ターボ映画版
17. ↑  ターボ第13話
18. 1 2  イン・スペース第1話
19. 1 2  イン・スペース第42 - 43話
20. 1 2 3 4  ミスティックフォース第31 - 32話
21. ↑  リブート映画版